# Olympische Sommerspiele 1900/Bogenschießen
Die in Paris im Rahmen der Weltausstellung (Exposition Universelle et Internationale de Paris) ausgetragenen Internationalen Wettbewerbe für Leibesübungen und Sport (Concours Internationaux d’Exercices Physiques et de Sports) umfassten Wettbewerbe im Bogenschießen, die Bestandteil der Olympischen Spiele 1900 (Spiele der II. Olympiade) waren.

## Anmerkungen

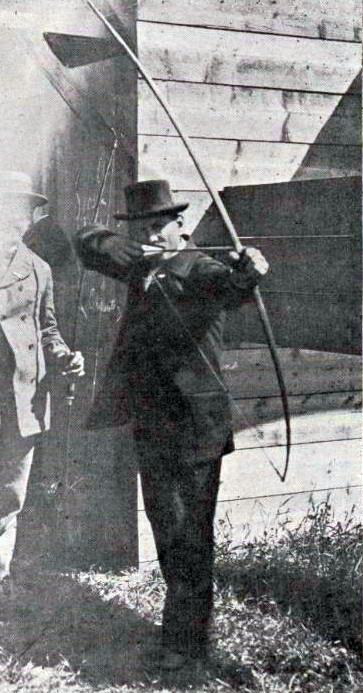
Bogenschütze bei den
Olympischen Spielen 1900

## Medaillenspiegel
| Platz | Land       | Silber | Bronze | Dritter | Gesamt |
| ----- | ---------- | ------ | ------ | ------- | ------ |
| 1     | Frankreich | 4      | 5      | 4       | 13     |
| 2     | Belgien    | 3      | 3      | 1       | 7      |

## Ergebnisse

### Au cordon doré (50 m Scheibenschießen)
| Platz | Land | Sportler         | Punkte |
| ----- | ---- | ---------------- | ------ |
| 1     | FRA  | Henri Hérouin    | 31     |
| 2     | BEL  | Hubert Van Innis | 29     |
| 3     | FRA  | Émile Fisseux    | 28     |
| 4     | FRA  | Henri Helle      | 27     |
| 5     | FRA  | Édouard Beaudoin | 26     |
| 6     | FRA  | Denet            | 26     |
| 7     | FRA  | Galinard         | 26     |
| 8     | FRA  | Lecomte          | 25     |

Datum: 28. Mai 1900
8 Teilnehmer aus 2 Ländern
Der Name des Wettbewerbs cordon doré bezeichnet die Siegerpreise, um die geschossen wurde, goldfarbene Schärpen.

### Au cordon doré (33 m Scheibenschießen)
| Platz | Land                  | Sportler               | Punkte |
| ----- | --------------------- | ---------------------- | ------ |
| 1     | BEL                   | Hubert Van Innis       | k. A.  |
| 2     | FRA                   | Victor Thibault        | k. A.  |
| 3     | FRA                   | Charles Frédéric Petit | k. A.  |
| 4–8   | unbekannte Teilnehmer | unbekannte Teilnehmer  | k. A.  |

Datum: 28. Mai 1900
8 Teilnehmer aus 2 Ländern
Der Name des Wettbewerbs cordon doré bezeichnet die Siegerpreise, um die geschossen wurde, goldfarbene Schärpen.

### Au chapelet (50 m Scheibenschießen)
| Platz | Land                  | Sportler              | Punkte |
| ----- | --------------------- | --------------------- | ------ |
| 1     | FRA                   | Eugène Mougin         | k. A.  |
| 2     | FRA                   | Henri Helle           | k. A.  |
| 3     | FRA                   | Émile Mercier         | k. A.  |
| 4     | BEL                   | Hubert Van Innis      | k. A.  |
| 5–6   | unbekannte Teilnehmer | unbekannte Teilnehmer | k. A.  |

Datum: 28. Mai 1900
6 Teilnehmer aus 2 Ländern
Der Name des Wettbewerbs chapelet bezeichnet die Siegerpreise, um die geschossen wurde, Rosenkränze.

### Au chapelet (33 m Scheibenschießen)
| Platz | Land                  | Sportler               | Punkte |
| ----- | --------------------- | ---------------------- | ------ |
| 1     | BEL                   | Hubert Van Innis       | k. A.  |
| 2     | FRA                   | Victor Thibault        | k. A.  |
| 3     | FRA                   | Charles Frédéric Petit | k. A.  |
| 4–6   | unbekannte Teilnehmer | unbekannte Teilnehmer  | k. A.  |

Datum: 28. Mai 1900
6 Teilnehmer aus 2 Ländern

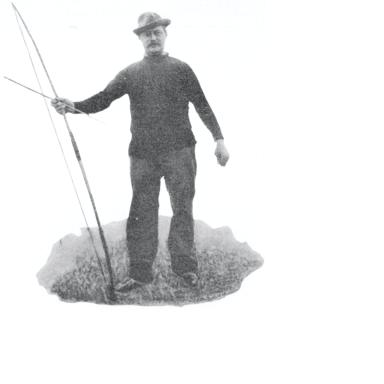
Hubert Van Innis

Der Name des Wettbewerbs chapelet bezeichnet die Siegerpreise, um die geschossen wurde, Rosenkränze.

### Sur la perche à la herse (Mastschießen)
| Platz | Land | Sportler          | Punkte |
| ----- | ---- | ----------------- | ------ |
| 1     | BEL  | Emmanuel Foulon   | k. A.  |
| 2     | FRA  | Auguste Serrurier | k. A.  |
| 2     | BEL  | Émile Druart      | k. A.  |

Datum: 15. Mai 1900
129 Teilnehmer aus 3 Ländern
Das Ziel war ein auf der Spitze eines zehn Meter hohen Mastes befestigter Hahn sowie jeweils zwei Hühner auf zwei Querstangen darunter und acht Küken auf einer weiteren Querstange darunter. Der zweite Platz wurde doppelt vergeben, dafür entfiel der dritte Platz.

### Sur la perche à la pyramide (Mastschießen)
| Platz | Land | Sportler          | Punkte |
| ----- | ---- | ----------------- | ------ |
| 1     | FRA  | Émile Grumiaux    | k. A.  |
| 2     | FRA  | Auguste Serrurier | k. A.  |
| 3     | BEL  | Louis Glineux     | k. A.  |

Datum: 15. Mai 1900
129 Teilnehmer aus 3 Ländern
Ziel war ein auf der Spitze einer Pyramide befestigter vergoldeter Metallvogel.

## Siebter Wettbewerb wurde anerkannt
Die vom IOC festgestellte Anzahl von sechs olympischen Wettbewerben ist umstritten. In manchen Veröffentlichungen und nach Auffassung namhafter Sporthistoriker (z. B. Bill Mallon) wird ein weiterer Wettbewerb zum Programm der Olympischen Spiele 1900 hinzugezählt.
Die gesamten Wettkämpfe im Bogenschießen zogen sich drei Monate bis zum 26. August hin. Am Abschlusstag wurde ein letzter Wettbewerb im Scheibenschießen auf 50 m au cordon doré ausgetragen, an dem nur die Besten der vorangegangenen Wettbewerbe teilnehmen durften. Der Wettbewerb war als Weltmeisterschaft (championnat du monde) ausgeschrieben, wobei es sich jedoch nach allgemeiner Auffassung um einen inoffiziellen Titel handelte.

### Au cordon doré (50 m Scheibenschießen) –championnat du monde
| Platz | Land | Sportler              | Punkte |
| ----- | ---- | --------------------- | ------ |
| 1     | FRA  | Henri Hérouin         | 23     |
| 2     | BEL  | Hubert Van Innis      | 16     |
| 3–8   | FRA  | unbekannte Teilnehmer | k. A.  |

Datum: 26. August 1900